# Syllexis
Syllexis là một chi bướm đêm thuộc họ Geometridae.